# Rahman Rezaei
Rahman Rezaei (en persa: رحمان رضايی‎, nacido el 20 de febrero de 1975 en Noor) es un exjugador de fútbol y entrenador iraní. Él también es un exmiembro del equipo nacional de Irán y jugaba en la posición de defensa central.

## Carrera

### Como jugador
| Periodo   | Club              |
| --------- | ----------------- |
| 1995–1996 | Bargh Tehran FC   |
| 1996      | Rah Ahan FC       |
| 1996–2001 | Zob Ahan FC       |
| 2001–2003 | AC Perugia Calcio |
| 2003–2006 | ACR Messina       |
| 2006–2008 | Livorno Calcio    |
| 2008–2009 | Persepolis FC     |
| 2009–2010 | Al Ahli Doha      |
| 2010–2011 | Shahin Bushehr FC |
| 2011–2012 | Paykan FC         |

### Como Entrenador
| Periodo   | Club                        |
| --------- | --------------------------- |
| 2013–2014 | Paykan FC (juvenil)         |
| 2014–2015 | Rah Ahan FC (juvenil)       |
| 2016–2017 | Tractor Sazi FC (asistente) |
| 2018–2019 | Bargh Jadid Shiraz FC       |
| 2019–2020 | FC Rayka Babol              |
| 2020–2021 | Zob Ahan FC                 |

### Goles con selección nacional
| # | Fecha     | Sede                                | Rival                | Resultado | Torneo                     |
| - | --------- | ----------------------------------- | -------------------- | --------- | -------------------------- |
| 1 | 30-5-2002 | Sabah Al Salem Stadium, Kuwait City | Kuwait               | 3–1       | Amistoso                   |
| 2 | 3-6-2005  | Azadi Stadium, Tehran               | Corea del Norte      | 1–0       | Eliminatoria Alemania 2006 |
| 3 | 28-5-2006 | Azadi Stadium, Tehran               | Bosnia y Herzegovina | 5–2       | Amistoso                   |